# ريان ليب
ريان ليب (بالإنجليزية: Ryan Leib)‏ هو لاعب كرة قدم أمريكي في مركز الوسط، ولد في 15 سبتمبر 1971 في ديلاوير في الولايات المتحدة. لعب مع أتلانتا سيلفرباكس وفيرجينيا بيتش مارينرز.